# Kirkersville

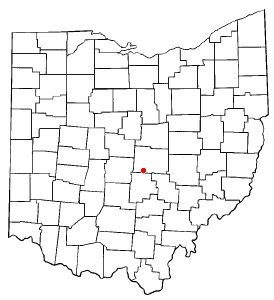
Kirkersville na planie stanu Ohio

Kirkersville – wieś w USA, w stanie Ohio, w hrabstwie Licking.
Według danych z 2000 roku wieś miała 520 mieszkańców.